# Torneo femenino de fútbol en los Juegos de las Islas de 2023
El fútbol femenino en los Juegos de las Islas de 2023 se disputó entre el 9 y el 14 de julio de 2023. Participaron en el torneo 10 selecciones, teniendo la selección de Guernsey como la anfitrión. Bermudas conquistó su segundo título en la competición tras ganar en la final a la selección de Hébridas Exteriores por el marcador de 4-0.

## Fase de grupos

### Grupo 1
| Pos. | Selección | PJ | PG | PE | PP | GF | GC | DG  | Pts |
| ---- | --------- | -- | -- | -- | -- | -- | -- | --- | --- |
| 1    | Bermudas  | 3  | 3  | 0  | 0  | 10 | 0  | +10 | 9   |
| 2    | Jersey    | 3  | 2  | 0  | 1  | 9  | 5  | +4  | 6   |
| 3    | Åland     | 3  | 1  | 0  | 2  | 4  | 7  | −3  | 3   |
| 4    | Hitra     | 3  | 0  | 0  | 3  | 1  | 12 | −11 | 0   |

| Fecha                      | Lugar            |          |                                | Resultado |                                |          |
| -------------------------- | ---------------- | -------- | ------------------------------ | --------- | ------------------------------ | -------- |
| 9 de julio de 2023, 14:30  | Saint Samsaon    | Bermudas | Bandera de Bermudas            | 4:0       | Bandera de Jersey              | Jersey   |
| 9 de julio de 2023, 14:30  | Saint Samsaon    | Åland    | Bandera de Åland               | 3:1       | Bandera del Municipio de Hitra | Hitra    |
| 10 de julio de 2023, 10:30 | Saint Peter Port | Jersey   | Bandera de Jersey              | 4:1       | Bandera de Åland               | Åland    |
| 10 de julio de 2023, 14:30 | Saint Peter Port | Hitra    | Bandera del Municipio de Hitra | 0:4       | Bandera de Bermudas            | Bermudas |
| 11 de julio de 2023, 14:30 | Saint Martin     | Hitra    | Bandera del Municipio de Hitra | 0:5       | Bandera de Jersey              | Jersey   |
| 11 de julio de 2023, 14:30 | Saint Peter Port | Åland    | Bandera de Åland               | 0:2       | Bandera de Bermudas            | Bermudas |

### Grupo 2
| Pos. | Selección     | PJ | PG | PE | PP | GF | GC | DG | Pts |
| ---- | ------------- | -- | -- | -- | -- | -- | -- | -- | --- |
| 1    | Isla de Man   | 2  | 2  | 0  | 0  | 8  | 1  | +7 | 6   |
| 2    | Menorca       | 2  | 1  | 0  | 1  | 4  | 5  | −1 | 3   |
| 3    | Isla de Wight | 2  | 0  | 0  | 2  | 2  | 8  | −6 | 0   |

| Fecha                      | Lugar            |               |                          | Resultado |                          |               |
| -------------------------- | ---------------- | ------------- | ------------------------ | --------- | ------------------------ | ------------- |
| 9 de julio de 2023, 14:30  | Saint Peter Port | Isla de Man   | Bandera de Isla de Man   | 3:1       |                          | Menorca       |
| 10 de julio de 2023, 10:30 | Saint Martin     | Isla de Wight | Bandera de Isla de Wight | 0:5       | Bandera de Isla de Man   | Isla de Man   |
| 11 de julio de 2023, 14:30 | Saint Samsaon    | Menorca       |                          | 3:2       | Bandera de Isla de Wight | Isla de Wight |

### Grupo 3
| Pos. | Selección           | PJ | PG | PE | PP | GF | GC | DG  | Pts |
| ---- | ------------------- | -- | -- | -- | -- | -- | -- | --- | --- |
| 1    | Hébridas Exteriores | 2  | 2  | 0  | 0  | 12 | 1  | +11 | 6   |
| 2    | Anglesey            | 2  | 1  | 0  | 1  | 4  | 8  | −4  | 3   |
| 3    | Guernsey            | 2  | 0  | 0  | 2  | 2  | 9  | −7  | 0   |

| Fecha                      | Lugar            |                     |                                | Resultado |                                |                     |
| -------------------------- | ---------------- | ------------------- | ------------------------------ | --------- | ------------------------------ | ------------------- |
| 9 de julio de 2023, 10:30  | Saint Peter Port | Hébridas Exteriores | Bandera de Hébridas Exteriores | 6:1       |                                | Anglesey            |
| 10 de julio de 2023, 14:30 | Saint Samsaon    | Guernsey            | Bandera de Guernsey            | 2:3       |                                | Anglesey            |
| 11 de julio de 2023, 14:30 | Saint Samsaon    | Guernsey            | Bandera de Guernsey            | 0:6       | Bandera de Hébridas Exteriores | Hébridas Exteriores |

## Rondas de colocación

### Disputa de 9.º lugar
| Fecha                      | Lugar         |          |                     | Resultado |                                |       |
| -------------------------- | ------------- | -------- | ------------------- | --------- | ------------------------------ | ----- |
| 13 de julio de 2023, 14:30 | Saint Samsaon | Guernsey | Bandera de Guernsey | 3:4       | Bandera del Municipio de Hitra | Hitra |

### Disputa de 7.º lugar
| Fecha                      | Lugar            |       |                  | Resultado |                          |               |
| -------------------------- | ---------------- | ----- | ---------------- | --------- | ------------------------ | ------------- |
| 13 de julio de 2023, 10:30 | Saint Peter Port | Åland | Bandera de Åland | 3:2       | Bandera de Isla de Wight | Isla de Wight |

### Disputa de 5.º lugar
| Fecha                      | Lugar            |        |                   | Resultado |  |          |
| -------------------------- | ---------------- | ------ | ----------------- | --------- |  | -------- |
| 13 de julio de 2023, 14:30 | Saint Peter Port | Jersey | Bandera de Jersey | 2:3       |  | Anglesey |

## Fase final

### Semifinales
| Fecha                      | Lugar         |                     |                                | Resultado |                     |          |
| -------------------------- | ------------- | ------------------- | ------------------------------ | --------- | ------------------- | -------- |
| 13 de julio de 2023, 18:30 | Saint Samsaon | Hébridas Exteriores | Bandera de Hébridas Exteriores | 3:0       |                     | Menorca  |
| 13 de julio de 2023, 18:30 | Saint Samsaon | Isla de Man         | Bandera de Isla de Man         | 0:1       | Bandera de Bermudas | Bermudas |

### Disputa por el bronce
| Fecha                      | Lugar         |         |  | Resultado |                        |             |
| -------------------------- | ------------- | ------- |  | --------- | ---------------------- | ----------- |
| 14 de julio de 2023, 11:00 | Saint Samsaon | Menorca |  | 1:3       | Bandera de Isla de Man | Isla de Man |

### Disputa por el oro
| Fecha                      | Lugar         |                     |                                | Resultado |                     |          |
| -------------------------- | ------------- | ------------------- | ------------------------------ | --------- | ------------------- | -------- |
| 14 de julio de 2023, 12:00 | Saint Samsaon | Hébridas Exteriores | Bandera de Hébridas Exteriores | 0:4       | Bandera de Bermudas | Bermudas |

## Goleadoras
| Jugador            | Selección           | Goles |
| ------------------ | ------------------- | ----- |
| Leilanni Nesbeth   | Bermudas            | 4     |
| Eve Watson         | Jersey              | 4     |
| Sinead Macleod     | Hébridas Exteriores | 4     |
| Jya Ratteray-Smith | Bermudas            | 3     |
| Eleanor Gawne      | Bermudas            | 3     |
| Shana Macphail     | Hébridas Exteriores | 3     |

## Posición final
| Pos. | Equipo              |
| ---- | ------------------- |
|      | Bermudas            |
|      | Hébridas Exteriores |
|      | Isla de Man         |
| 4    | Menorca             |
| 5    | Anglesey            |
| 6    | Jersey              |
| 7    | Åland               |
| 8    | Isla de Wight       |
| 9    | Hitra               |
| 10   | Guernsey            |